# Sefsafa
Sefsafa (en árabe: الصفصافة‎, en francés: Safsafa) es una localidad marroquí perteneciente al municipio de Zinat, en la región de Tánger-Tetuán-Alhucemas. Desde 1912 hasta 1956 perteneció a la zona norte del Protectorado español de Marruecos.